# LauncherOne
LauncherOne es un vehículo de lanzamiento orbital aéreo retirado de dos etapas desarrollado por Virgin Orbit, con el objetivo de lanzar cargas útiles de 300 kg (660 lb) en órbita sincrónica al Sol, con un lanzamiento desde un avión de transporte a gran altitud. Tuvo su primera prueba de vuelo el 25 de mayo de 2020 a las 19:50 UTC, pero no pudo llegar al espacio debido a una anomalía que ocurrió poco después del lanzamiento. Realizó su primer vuelo exitoso el 17 de enero de 2021.
El concepto original de LauncherOne en 2007 era un vehículo de lanzamiento más pequeño, capaz de lanzar 200 kg (440 lb) a órbita terrestre baja, pero se archivó en 2015 y se reemplazó por un diseño de cohete más grande capaz de colocar un minisat de 300 kg (660 lb) a 500 km (310 mi) en órbita sincrónica al Sol, adecuada para CubeSats y pequeñas cargas útiles, con un costo esperado menor a USD $12 millones. 

## Historia
Virgin Galactic comenzó a trabajar en el concepto LauncherOne en 2007, y las especificaciones técnicas se describieron por primera vez con cierto detalle a finales de 2009. Se propuso que la configuración fuera un cohete desechable, de dos etapas, de combustible líquido, lanzado desde un avión de transporte White Knight Two. Esto lo convertiría en una configuración similar a la utilizada por Pegasus de Orbital Sciences, o una versión más pequeña del sistema de cohete lanzado por aire StratoLaunch.   

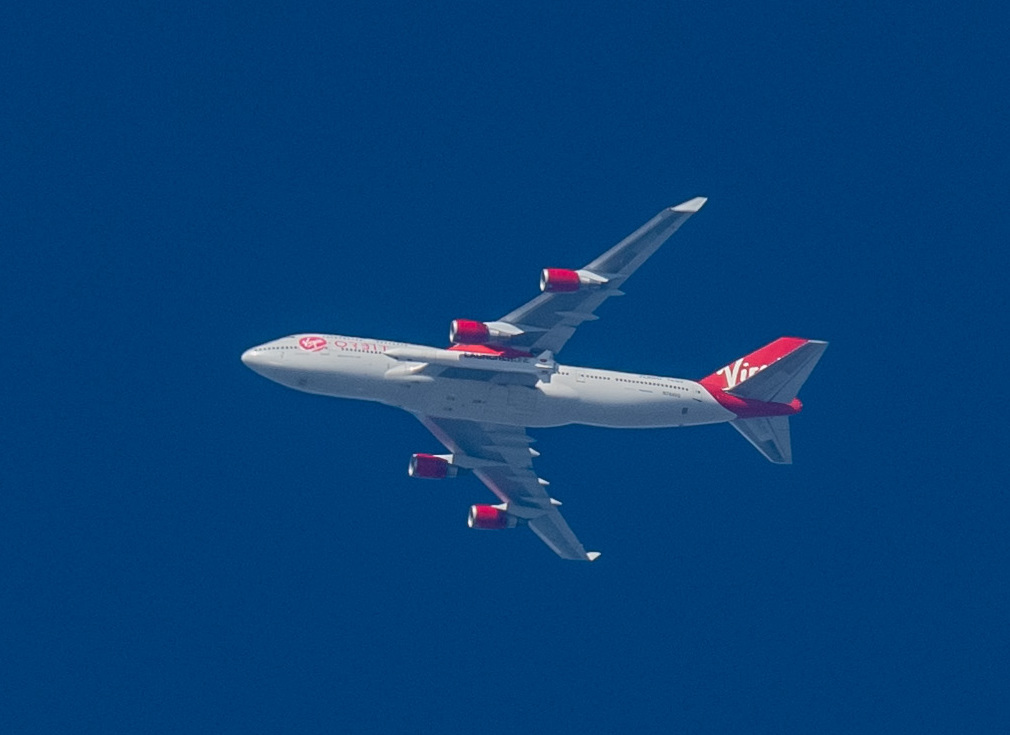
Cosmic Girl trasportando al LauncherOne durante la misión ELaNa-20.

En octubre de 2012, Virgin anunció que LauncherOne estaría diseñado para que pudiera colocar 200 kg (440 lb) en órbita sincrónica al sol. Virgin planeó en el momento de comercializarlo, que una entrega costara menos de US$10,000,000 por misión, mientras que la carga útil máxima para las misiones LEO sería algo mayor a 226 kg (500 lb).
Para 2012, varios clientes comerciales habían firmado contratos anticipados para lanzamientos, lo que indicaba el soporte del lado de la demanda para nuevos vehículos de lanzamiento pequeños orientados al comercio. Estos incluyeron GeoOptics, Skybox Imaging, Spaceflight Services y Planetary Resources. En ese momento, tanto Surrey Satellite Technology como Sierra Nevada Space Systems estaban desarrollando autobuses satelitales "optimizados para el diseño de LauncherOne".
En 2015, Virgin Galactic estableció un área de 14.000 m² para la investigación, desarrollo y fabricación de LauncherOne en el aeropuerto de Long Beach.
La compañía informó en marzo de 2015 que estaban programados para comenzar los vuelos de prueba de LauncherOne con su motor NewtonThree a fines de 2016, pero no lograron ese objetivo. El 25 de junio de 2015, la compañía firmó un contrato con OneWeb Ltd. para 39 lanzamientos para su constelación de satélites con una opción para 100 lanzamientos adicionales, pero en 2018, OneWeb, canceló todos menos cuatro, lo que provocó una demanda de Virgin Orbit.
Los informes de noticias en septiembre de 2015 indicaron que la carga útil más pesada de 200 kg se lograría con tanques de combustible más largos y el uso del motor NewtonThree recientemente calificado, pero esto también significaba que el avión de transporte desarrollado por Virgin White Knight Two ya no podría levante el cohete para lanzar altitud, por lo que en diciembre de 2015, Virgin anunció un cambio en el avión de transporte para que LauncherOne llevara la carga útil más pesada. El avión de transporte posteriormente se cambió a un Boeing 747-400 usado, previamente operado por la compañía hermana de Virgin Galactic, Virgin Atlantic, y comprado directamente por Virgin Group de Boeing al vencimiento del arrendamiento de esa célula. El 747 permitirá que un LauncherOne más grande transporte las cargas más pesadas. Se esperaba que el trabajo de modificación en los 747 de la compañía se completara en 2016, seguido de lanzamientos de prueba orbitales del cohete en 2017. En diciembre se anunció que el LauncherOne revisado utilizaría el motor de cohete NewtonThree más grande en la etapa de refuerzo, con el NewtonFour impulsando la segunda etapa.  
El 2 de marzo de 2017, Virgin Galactic anunció que su equipo para LauncherOne de 200 miembros se estaba convirtiendo en una nueva compañía llamada Virgin Orbit. Además, se creó una compañía subsidiaria de Virgin Orbit llamada Vox Space para llevar a cabo negocios que requieren estrictos requisitos de seguridad. La compañía esperaba volar aproximadamente dos veces al mes para 2020.
En septiembre de 2017, los primeros vuelos de prueba de LauncherOne se retrasaron hasta 2018. Para junio de 2018, la campaña de prueba de vuelo en cautiverio de VirginOrbit para LauncherOne, incluida una prueba de caída planificada de un cohete sin combustible, tenía licencia para comenzar en julio de 2018, y podría durar hasta seis meses. En el caso, no se realizaron vuelos de prueba LauncherOne en 2018 y se retrasaron aún más, hasta diciembre de 2019, y solo el avión de la aerolínea comenzó a volar en 2018. Los primeros tres vuelos de prueba de "Cosmic Girl", incluido el pilón pero no el cohete, tuvieron lugar los días 23, 25 y 27 de agosto. A principios de noviembre de 2018 se realizó una prueba de taxi de alta velocidad, con un cohete montado debajo del avión. El avión realizó su primer vuelo de prueba con el pilón y el cohete conectados el 18 de noviembre de 2018. Realizó su primer lanzamiento el 25 de mayo de 2020, pero  una línea de propulsor de alta presión impidió el suministro de oxígeno líquido al motor momentos después del encendido, lo que llevó al fracaso de la misión.
El 17 de enero de 2021 se llevó a cabo el segundo vuelo, ELaNa-20, donde transportó 11 CubeSats de la NASA, alcanzando órbita exitosamente.

## Diseño
LauncherOne es un vehículo de lanzamiento aéreo de dos etapas que utiliza dos motores de cohete líquido RP-1/LOX diseñados y construidos por Virgin. El cohete tiene un diámetro de 1,6 metros para la primera etapa y 1,3 metros para la segunda etapa, además de carenado de carga útil. La primera etapa usa un motor NewtonThree, mientras que la etapa superior usa un motor NewtonFour.  
En octubre de 2019, la compañía anunció planes para desarrollar una variante de tres etapas que sería capaz de lanzar 100 kg a la Luna, 70 kg a Venus o 50 kg a Marte.

### Motores
Originalmente, en 2012, la segunda etapa iba a ser impulsada por NewtonOne con 3500 lbf (3,5 kN) de fuerza. Originalmente se pretendía que la primera etapa funcionara con un diseño ampliado de la misma tecnología básica que NewtonOne, llamada NewtonTwo, con 47 500 lbf (47,5 kN). Ambos motores habían sido diseñados a principios de 2014, y se habían construido los primeros artículos. NewtonOne se probó hasta una grabación de duración completa de cinco minutos. NewtonTwo realizó varios despidos de corta duración a principios de 2014. Sin embargo, en última instancia, ni NewtonOne ni NewtonTwo se utilizarían en LauncherOne.   
A partir de 2015, NewtonThree iba a ser de 260-335 kilonewtons de fuerza, y comenzó las pruebas de fuego en marzo de 2015. Los informes de junio de 2015 sugirieron que un NewtonThree impulsaría la primera etapa de LauncherOne.
Para diciembre de 2015, Virgin se había decidido por un diseño en el que la primera etapa utilizaría el motor NewtonThree más grande en la etapa de refuerzo, mientras que el motor NewtonFour impulsaría la segunda etapa, y esto se confirmó en junio de 2018 cuando Virgin Orbit se preparó para el inicio de la campaña de pruebas de vuelo en la segunda mitad de 2018. NewtonThree generará 330 kN (74,186 lbf) mientras NewtonFour entregará 22 kN (4,900 lbf) a la segunda etapa.

## Uso previsto
Fue diseñado para lanzar una carga de 300 kg (660 lb) a 500 km (310 mi) a la órbita sincrónica del sol, adecuada para CubeSats y pequeñas cargas útiles. El costo es inferior a USD $12 millones. Los clientes pueden optar por encapsular su nave espacial en los carenados de carga útil proporcionados por la compañía, que se pueden conectar fácilmente al cohete poco antes del lanzamiento, en varias configuraciones diferentes, como instalar dispensadores CubeSats o satélites múltiples en un solo carenado.   
Virgin Orbit integrará cargas útiles en su sede en Long Beach, California.

## Sitios de lanzamiento

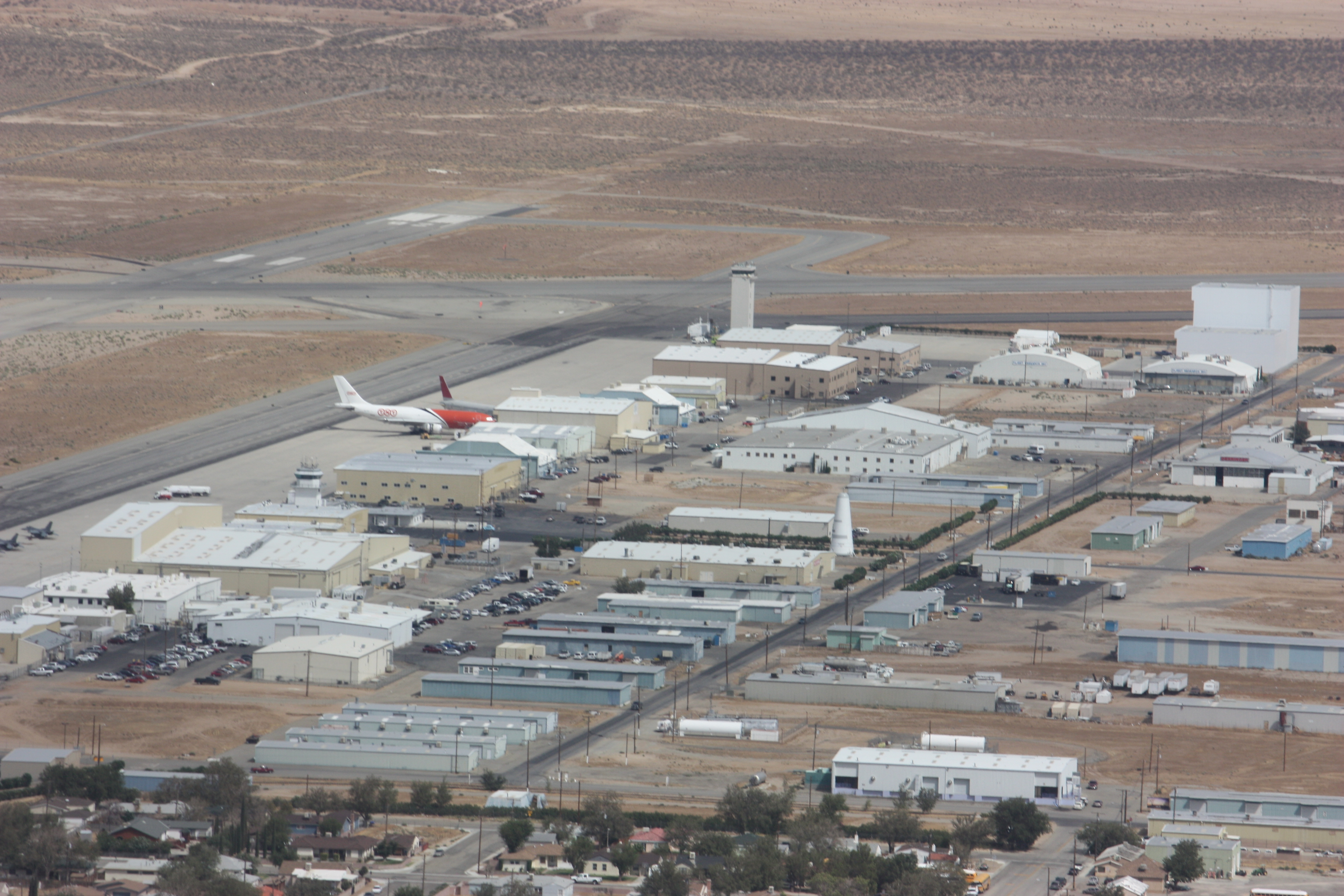
Puerto espacial Mojave

LauncherOne se lanzará desde su portaaviones Cosmic Girl Boeing 747, conectado a un pilón en el ala izquierda del avión, y se lanzará sobre el océano en un lugar dependiendo de la inclinación orbital deseada. Este proceso evita demoras típicas para los lanzamientos al suelo debido al clima y los vientos de nivel superior.  
El avión de transporte despegará principalmente del puerto aéreo y espacial de Mojave en California, pero la compañía también planea usar otros aeropuertos como el Centro Espacial Kennedy en Florida, el aeropuerto de Cornwall Newquay en Inglaterra y potencialmente Ellison Onizuka Kona en Hawái y Roosevelt Roads Estación Naval en Puerto Rico.
El vicepresidente de proyectos especiales, William Pomerantz, declaró en una entrevista que cualquier aeropuerto del mundo que admita un Boeing 747 puede ser utilizado, sujeto a la legislación local, para hacer una plataforma de lanzamiento verdaderamente móvil.

## Lanzamientos
| Vuelo | Fecha | Sitio de lanzamiento | Carga útil                                                                                     | Órbita | Cliente                                                                                  | Resultado |
| ----- | --- | --- | ---------------------------------------------------------------------------------------------- | ------ | ---------------------------------------------------------------------------------------- | --------- |
| 1     | 25 de mayo de 2020                                                                                         | Mojave | Vuelo de prueba.                                                                               | LEO    | Virgin Orbit                                                                             | Fallo     |
| 1     | Vuelo de prueba, una línea de propulsor de alta presión impidió el suministro de oxígeno líquido al motor. | |                                                                                                |        |                                                                                          |           |
| 2     | 17 de enero de 2021                                                                                        | Mojave | ELaNa-20                                                                                       | LEO    | NASA                                                                                     | Éxito     |
| 2     | 17 de enero de 2021                                                                                        | Lanzamiento dedicado para NASA de 11 CubeSats. |                                                                                                |        |                                                                                          |           |
| 3     | 30 de junio de 2021                                                                                        | Mojave | STP-27VPA, BRIK-II, STORK-4, STORK-5 (MARTA)                                                   | LEO    | DIU, KLu, SatRevolution                                                                  | Éxito     |
| 3     | 30 de junio de 2021                                                                                        | Misión "Tubular Bells, Part One" |                                                                                                |        |                                                                                          |           |
| 4     | 13 de enero de 2022 22:51:39                                                                               | Mojave | STP-27VPB (PAN-A and B, GEARRS-3, TechEdSat-13), SteamSat-2, STORK-3, ADLER-1 (Lemur-2 Krywe). | LEO    | Department of Defense, NASA, SteamJet Space Systems, SatRevolution, Austrian Space Forum | Éxito     |
| 4     | 13 de enero de 2022 22:51:39                                                                               | Missión "Above the Clouds". Missión STP-27VPB para la Defense Innovation Unit, compuesto de cuatro CubeSats: PAN-A/B, missión ELaNa 29, GEARRS-3, y TechEdSat-13. |                                                                                                |        |                                                                                          |           |

### Lanzamientos no materializados
| Vuelo | Fecha                        | Sitio de lanzamiento      | Carga útil       | Órbita | Cliente                    |
| --- | ---------------------------- | ------------------------- | ---------------- | ------ | -------------------------- |
| 5 | JUNIO 30/2022/ 12:00AM GMT-5 | Mojave                    | STP-S28A         | LEO    | Aerial & Maritime/GomSpace |
| 5 | JUNIO 30/2022/ 12:00AM GMT-5 | Seguimiento de buques AIS |                  |        |                            |
| | TBD                          | Mojave                    | TBA              | LEO    | Sky and Space Global       |
| Satélite de comunicaciones | TBD                          |                           |                  |        |                            |
| | TBD                          | Mojave                    | SpaceBelt 1      | LEO    | Cloud Constellation        |
| Satélite de comunicaciones | TBD                          |                           |                  |        |                            |
| | 2021                         | Kennedy                   | STP (TBD)        | LEO    | Fuerza Aérea de EE. UU.    |
| Demostrador de tecnología | 2021                         |                           |                  |        |                            |
| | TBD                          | TBD                       | Satélites OneWeb | LEO    | Satélites OneWeb           |
| OneWeb inicialmente tenía un contrato para 39 vuelos de LauncherOne pero canceló todos menos 4 de ellos. Cada vuelo puede transportar uno o dos satélites para servir como reposición de constelaciones. | TBD                          |                           |                  |        |                            |